# Giunta (Buchdrucker)
Die Giunta (Giunti, spanisch: Junti, Junta oder Juncta, auch Zonta  genannt) war eine Buchdruckerfamilie aus Florenz, die seit dem Ende des 15. Jahrhunderts in Venedig, Florenz, Lyon, London, Burgos, Salamanca und Madrid Buchdruckereien errichtete.
1477 zog Lucantonio Giunti mit seinem Bruder Bernardo nach Venedig, wo er eine Buchhandlung eröffnete, die 1489 zu einem Verlag wurde. 1499 gründete er eine Druckerei, die 1537 nach dem Tod des Gründers unter der Firma Haeredes L. A. de Giunti an seinen Sohn Tommaso Giunti überging, brannte 1557 ab, wurde aber wieder aufgebaut und lieferte 1657 ihren letzten Druck.
Da sie lediglich im Sinne der Breitenwirkung betrieben wurde, so stehen ihre Drucke hinter denen des Aldus Manutius teilweise zurück. Ihr einziger bedeutender Druck ist die Ausgabe des Cicero von Victorius (1534).

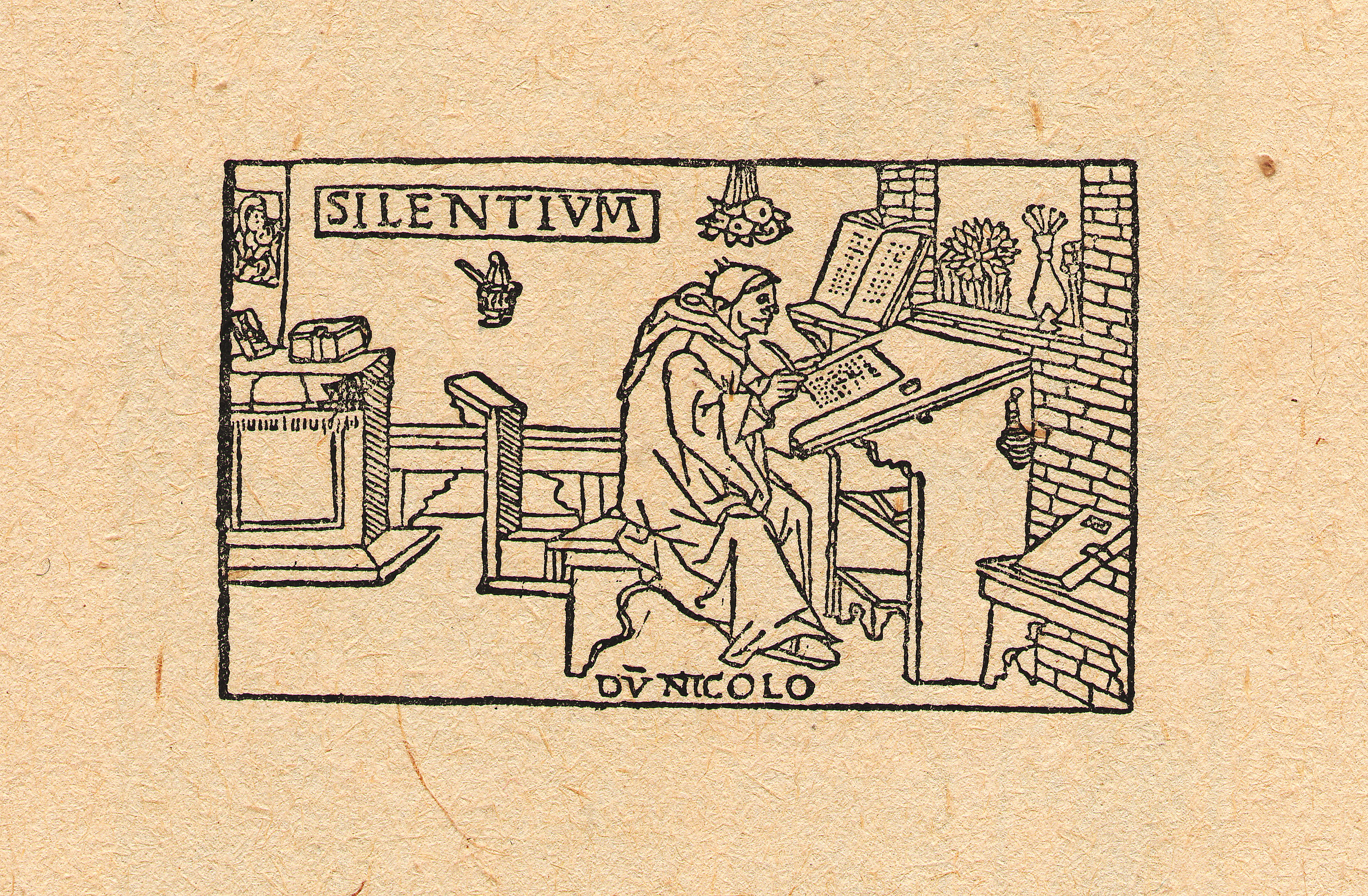
Schreiberwerkstatt – Holzschnitt von 1490 aus der italienischen Bibel

Filippo Giunta (* 1450, † 1517), der Bruder des Lucantonio Giunti, begründete in Florenz eine Druckerei, die 1490 die so genannte Malermi-Bibel herausbrachte – die erste vollständige Vulgata Italiens, die Niccolò Malermi 1471 übersetzt hatte. Deren sorgfältig ausgeübter Umrissstil und die zahlreichen fein ausgeführten Holzschnitte sollten bis ins 16. Jahrhundert für ganz Italien und auch für die Buchdruckkunst in Lyon stilbildend sein.

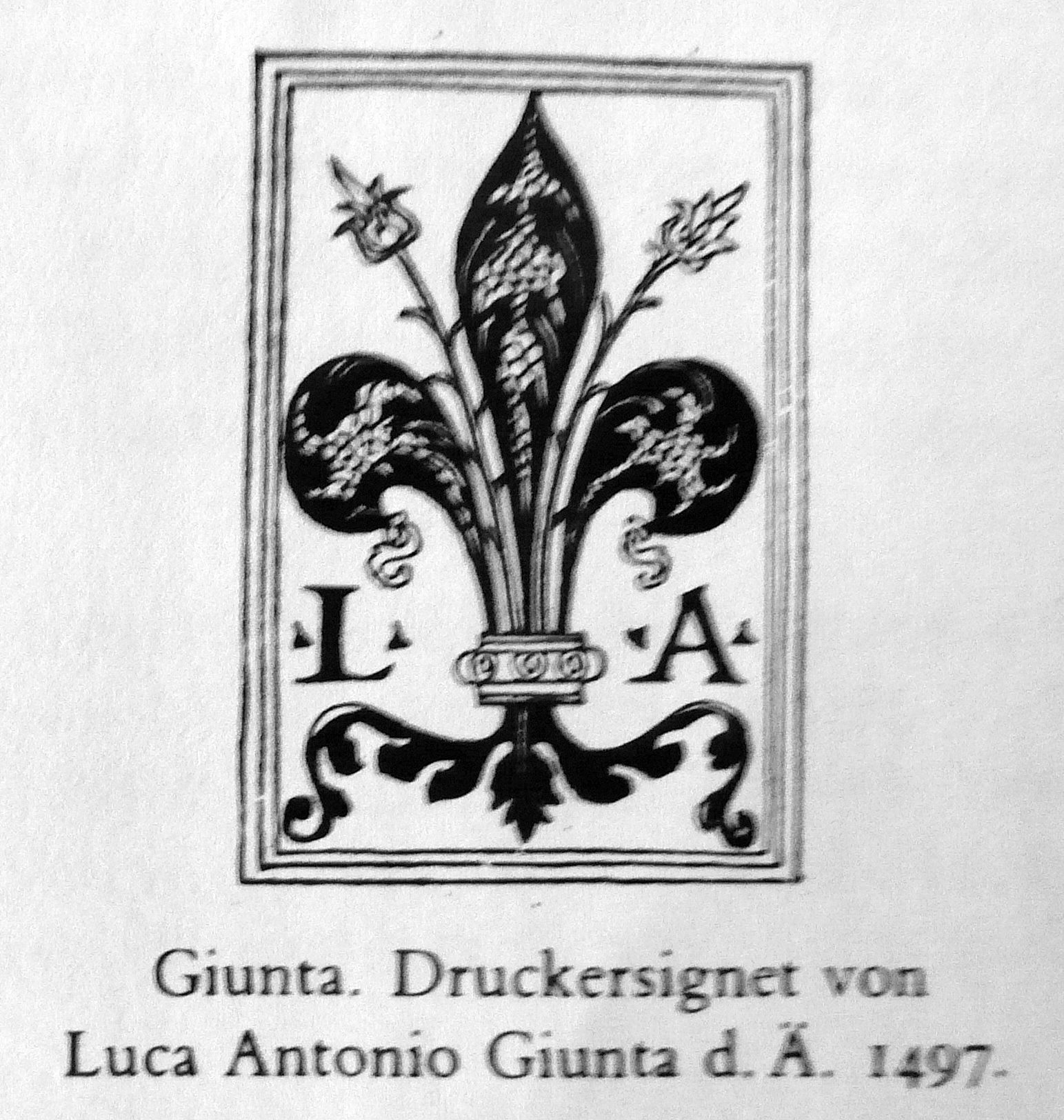
Signet der Giunti von 1497

Aus dem Hause Florenz ging auch der Druck "Zenobii procerbia" (1497) mit der Schrift des 1488 erschienenen Florentiner Homer hervor. Nachdem man bereits ab jenem Jahr griechische Klassiker veröffentlicht hatte, publizierte man ab 1503 auch lateinische Klassikerwerke. Diese Giuntinen waren in ganz Europa geschätzt. Als Wappen führte die Familie Giunta die florentinische Lilie. Nach Filippos Tod (1517) setzten dessen Söhne, Benedetto und Bernardo Giunti (* 1487, † 1551), und dann deren Erben die auch Juntina genannte Offizin bis 1623 fort. Die Produkte dieser letztern stehen hinsichtlich der Lettern und des Papiers denen der Manucci wenig nach und werden als Juntinen bzw. Giuntinen von den Bibliophilen geschätzt. So gestalteten sie die erste Ausgabe des Plutarch und Giovanni Boccaccios Decamerone (1527). Außerdem lieferten sie mehrere sehenswerte Pergamentdrucke.
Geringere Erzeugnisse gingen aus der durch Jacopo de Giunti aus Florenz 1520 gegründeten Lyoner Offizin (bis 1592) hervor. Zu Burgos druckte Juan Junta 1526, 1528 und 1551 und Filippo Junta, vielleicht identisch mit dem Florentiner Filippo dem Jüngeren, von 1582 bis 1593; zu Salamanca Juan Junta von 1534 bis 1552, wahrscheinlich identisch mit dem eben genannten Junta von Burgos, und 1582 Luca Junta; zu Madrid 1595 Giulio Giunta, der 1618 starb, und nach ihm Thomas Junta oder Junti (1594–1624), der seit 1621 königlicher Buchdrucker war.